# ARIA Hall of Fame
La ARIA Hall of Fame è una hall of fame, ossia lista di artisti particolarmente distinti, stilata dalla Australian Recording Industry Association (ARIA) a partire dal 1988 e dedicata all'ambito musicale in Australia.

## Lista di artisti
| Anno | Artista/i inserito/i                                                                                    |
| ---- | --- |
| 1988 | Dame Joan Sutherland, Johnny O'Keefe, Slim Dusty, Col Joye, Vanda & Young, AC/DC                        |
| 1989 | Dame Nellie Melba, Ross Wilson                                                                          |
| 1990 | Percy Grainger, Sherbet                                                                                 |
| 1991 | Billy Thorpe, Glenn Shorrock, Don Burrows, Peter Dawson                                                 |
| 1992 | Skyhooks                                                                                                |
| 1993 | Cold Chisel, Peter Allen                                                                                |
| 1994 | Men at Work                                                                                             |
| 1995 | The Seekers                                                                                             |
| 1996 | Australian Crawl, Horrie Dargie                                                                         |
| 1997 | The Bee Gees, Paul Kelly, Graeme Bell                                                                   |
| 1998 | The Masters Apprentices, The Angels                                                                     |
| 1999 | Richard Clapton, Jimmy Little                                                                           |
| 2000 | Nessun artista                                                                                          |
| 2001 | INXS, The Saints                                                                                        |
| 2002 | Olivia Newton-John                                                                                      |
| 2003 | John Farnham                                                                                            |
| 2004 | Little River Band                                                                                       |
| 2005 | Jimmy Barnes, Smoky Dawson, Renée Geyer, Normie Rowe, Split Enz, The Easybeats, Hunters & Collectors    |
| 2006 | Daddy Cool, Divinyls, Icehouse, Helen Reddy, Rose Tattoo, Lobby Loyde, Midnight Oil                     |
| 2007 | Frank Ifield, Hoodoo Gurus, Marcia Hines, Jo Jo Zep & The Falcons, Brian Cadd, Radio Birdman, Nick Cave |
| 2008 | Dragon, Russell Morris, Max Merritt, The Triffids, Rolf Harris                                          |
| 2009 | Kev Carmody, The Dingoes, Little Pattie, Mental As Anything, John Paul Young                            |
| 2010 | The Church, Models, Johnny Young, John Williamson, The Loved Ones                                       |
| 2011 | Kylie Minogue, The Wiggles                                                                              |
| 2012 | Yothu Yindi                                                                                             |
| 2013 | Air Supply                                                                                              |
| 2014 | Molly Meldrum, Countdown (programma televisivo)                                                         |

1. ↑  Nel luglio 2014 la ARIA ha annunciato il ritiro dalla Hall of Fame di Harris, dopo che è stato condannato per aggressione a sfondo sessuale ai danni di minori.[3]